# زيد (مجلة)
مجلة زيد هي مجلة مصرية شهرية تصدرها شركة أطفالنا، كل شهر هجري، صدر العدد الأول في محرم 1419هـ، الموافق لـ مايو 1998م، ولم يصدر منها سوى 3 أعداد، عنوان المجلة: 49 شارع سوريا المهندسين.
شعار المجلة ((مجلة قرآنية)) وقطع المجلة 27×20 سم، المشرف العام على المجلة: أسامة رشاد جستنية، رئيس تحريرها: عاطف عبد الرشيد، مدير التحرير: أشرف عبد الرؤوف، سكرتير التحرير: حسن سعودي، على الصفحة الثالثة من المجلة هناك فهرس يتضمن محتوياتها.
كلمة العدد موقعة باسم زيد، تعتمد المجلة على الكرتون حيث توجد 18 صفحة كرتونية من بين 52 صفحة ملونة. وتعتمد المجلة على التسالي في باب استراحة الأذكياء، لكنها خالية من المسابقات، وتنحصر التسالي في الاختلافات، وكلمات السر، والحواميم. ليس للمجلة ملاحق وتنشر صور القراء، مقرونةً باسم صاحبها وبما يحفظ من القرآن، هناك معلومات حول القرآن والخلفاء الراشدين، وحديث مع الشيوخ والوعاظ، وقصصها الأدبية من قصص الأنبياء، وطرائف في فقه الإمام، وهناك سوق الحسنات مثل أن صلاة 12 ركعة تطوعاً في اليوم والليلة سعره بيت في الجنة. لا توجد مساهمات للقراء، هناك إعلانات وأغلب ما ينشر منها مخصوص في أنشطة شركة أطفالنا، وليس هناك إشارة إلى مواد العدد على الغلاف.

## فريق العمل

### الكُتَّاب
- حسن سعودي
- إيهاب عبد السلام
- ياسر نور
- منصور عرابي
- محمد القاضي
- شعبان قزامل

### الرسامون
- يحيى عبده
- رأفت محيي الدين
- خالد عبد العاطي
- أحمد سليمان
- أشرف عايد
- محمد المتولي

### الأبواب والمحتويات
- مغامرات زيد
- طرائف
- النور والمشكاة
- المؤامرة
- سوق الحسنات
- مع الشعراء
- طبق الخشب
- أنت تسأل والقرآن يجيب
- الكمبيوتر يفسر القرآن
- من أسباب النزول
- إن ربك لبالمرصاد
- عظماء صنعهم القرآن
- خلق العين
- سلاح المؤمن
- استراحة الأذكياء
- فصيح وبسيط
- أخبار سعيدة
- آداب وفنون
- سفينة نوح
- بهاء في الحديقة
- حوار مع الشيخ الشعراوي
- صاحب المصحف
- أصدقاء زيد